# کلیسای مار یعقوب
کلیسای مار یعقوب (ماریاقوس) مربوط به دوره پهلوی است و در شهرستان سلماس، روستای تازه شهر واقع شده و این اثر در تاریخ ۱۹ اسفند ۱۳۸۰ با شمارهٔ ثبت ۴۸۴۳ به‌عنوان یکی از آثار ملی ایران به ثبت رسیده است.